# Oost-Amerikaanse winterkoning
De Oost-Amerikaanse winterkoning (Troglodytes hiemalis of Nannus hiemalis) is een zangvogel uit de familie Troglodytidae (Winterkoningen).

## Verspreiding en leefgebied
Deze soort komt voor van Brits Columbia tot oostelijk Canada, zuidelijk tot Georgia en telt 2 ondersoorten:
- T. h. hiemalis: oostelijk Canada en de noordoostelijke Verenigde Staten.
- T. h. pullus: van de bergen van West Virginia tot Georgia.